# Dungeon Fighter Live: Fall of Hendon Myre
Dungeon Fighter Live: Fall of Hendon Myre è un videogioco di combattimenti con elementi tipici dei videogiochi di ruolo per Xbox 360, sviluppato dalla Nexon e pubblicato dalla Microsoft Game Studios il 13 luglio 2012 in tutto il mondo, attraverso il sistema Xbox Live Arcade. Il videogioco è una versione per Xbox 360 del browser game Dungeon Fighter Online.